# Hanfpapier

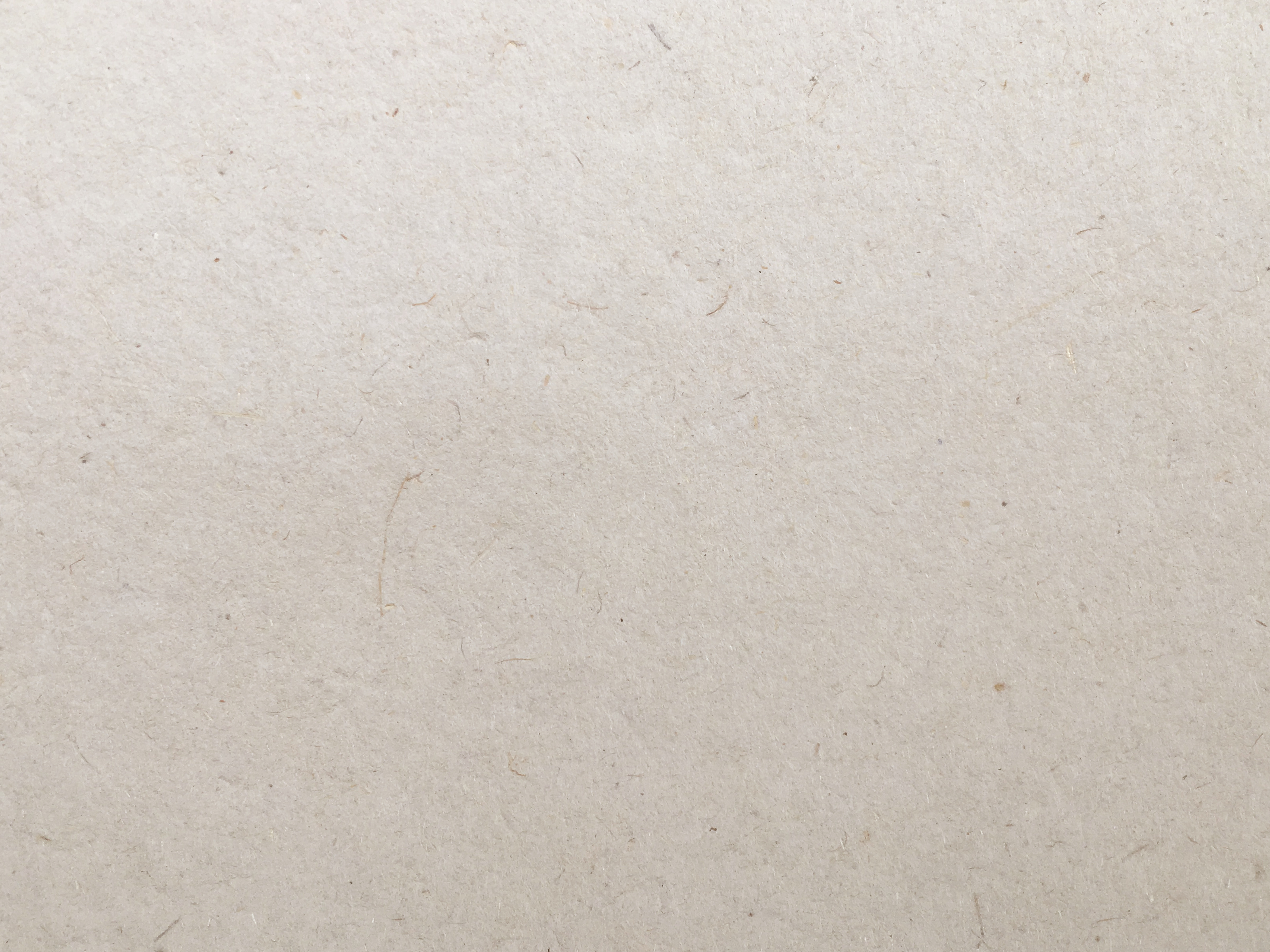
Traditionell hergestelltes Hanfpapier aus Japan

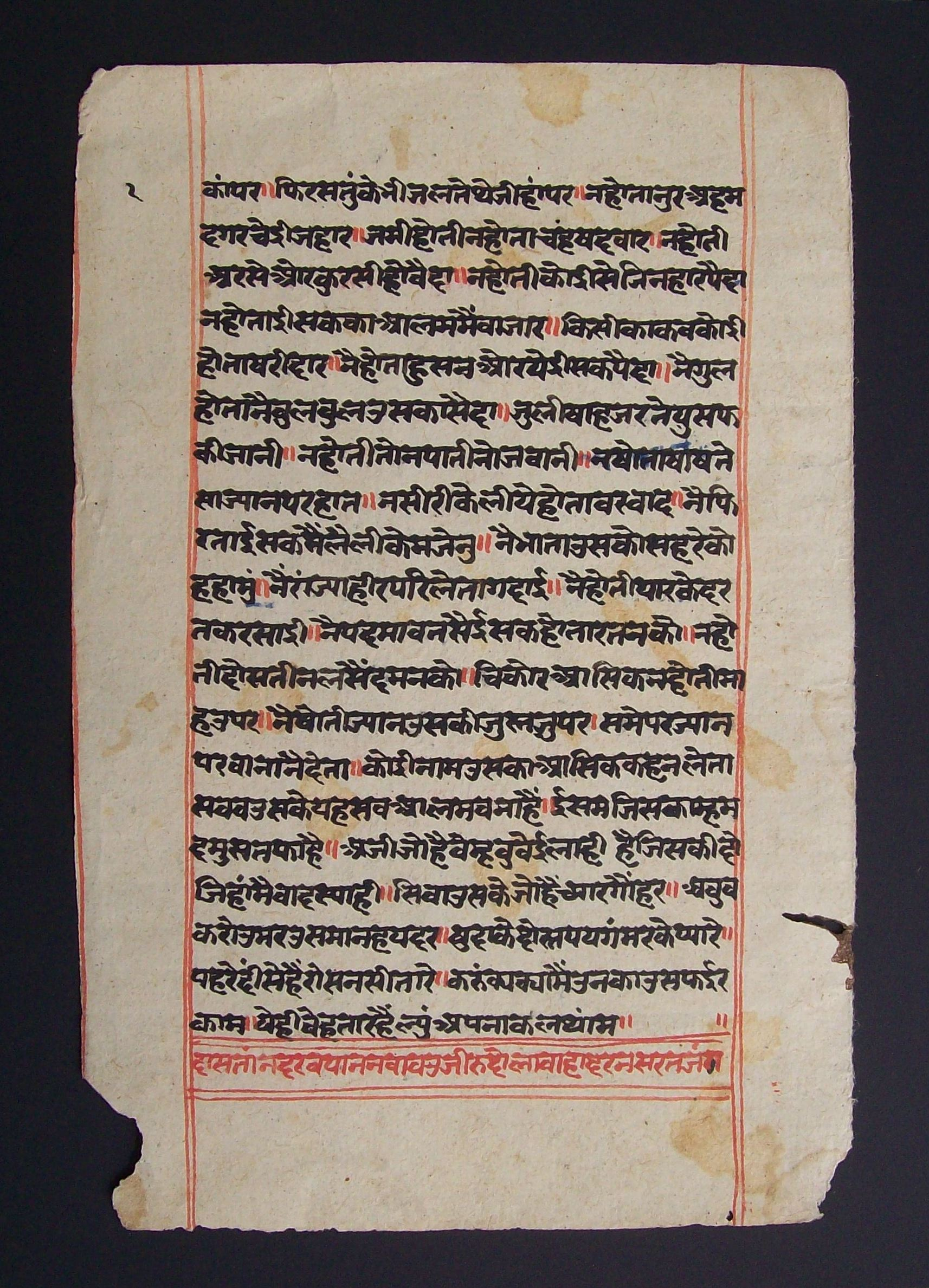
Indisches Manuskript auf Hanfpapier

Als Hanfpapier werden Papiersorten bezeichnet, die ausschließlich oder zu einem großen Anteil aus Zellstoff bestehen, der aus den Fasern des Nutzhanfs gewonnen wird. Es handelt sich bei den Produkten vor allem um Spezialpapiere wie Zigarettenpapier, Banknoten und technische Filterpapiere. Gegenüber Holzzellstoff bietet Hanfzellstoff eine vier- bis fünfmal längere Faser, einen deutlich geringeren Ligninanteil sowie eine höhere Zug-, Reiß- und Nassfestigkeit. Die Herstellungskosten sind allerdings etwa viermal höher als bei Papier aus Holzstoff, so dass sich Hanfpapier für Massenanwendungen als Druck-, Schreib- und Verpackungspapier nicht durchsetzen konnte.

## Geschichte
Der älteste Nachweis von Papier aus Hanffasern von 140–87 v. Chr. stammt aus China und stellt damit den ältesten Papierfund Chinas dar. Hanfpapier wurde etwa ab dem Jahr 105 in China populär, gelangte aber erst im 13. Jahrhundert über den Vorderen Orient nach Europa. In Deutschland ist es für das 14. Jahrhundert erstmals nachgewiesen. Erst im 19. Jahrhundert wurden Verfahren zur Herstellung von Papieren aus Holz-Zellstoff etabliert, die preislich günstiger waren als die Hanfpapierherstellung und diese vor allem im Bereich der Schreib- und Druckpapiere verdrängten.
Nach dem Zweiten Weltkrieg wurde Nutzhanf nur noch auf Kleinstflächen angebaut. Obwohl der in den 1950er und 1960er Jahren gezüchtete Nutzhanf wegen des beinahe vollständig fehlenden THC unbedenklich ist, wurde der Anbau in den vergangenen Jahrzehnten in vielen Ländern verboten. In Deutschland war der Hanfanbau zwischen 1982 und 1995 durch das Betäubungsmittelgesetz vollständig verboten, um die illegale Nutzung von Cannabis als Rauschmittel zu unterbinden. Vor allem in Frankreich wurden die Nutzhanfsorten für die Herstellung von Zigarettenpapier weiterhin verwendet und angebaut.

## Marktanteile
Die Verwendung von Hanffaser für die Papierherstellung stellte zum Ende der 1990er Jahre 90 % der (legalen) Hanfnutzung in Europa dar, mit der Freigabe des Anbaus von Nutzhanf in weiteren Teilen Europas in den letzten Jahren ging der Anteil durch die Zunahme anderer Verwendungsarten (Textilien, Naturfaserverstärkte Kunststoffe) auf aktuell etwa 70 bis 80 % zurück und ist damit in Europa noch immer die wichtigste Hanfproduktlinie. Heute wird Hanf für Zigarettenpapier unter anderem in Spanien und in Großbritannien produziert.
Um das Jahr 2000 betrug die Produktionsmenge für Flachs- und Hanfzellstoff insgesamt 25.000 bis 30.000 t pro Jahr, die aus etwa 37.000 bis 45.000 t Fasern hergestellt wurden. Bis zu 80 % des so hergestellten Zellstoffs werden für Spezialpapiere verwendet (darunter 95 % Zigarettenpapier), nur etwa 20 % gehen in den Standardzellstoffbereich und werden hier in meist geringerer Qualität (ungereinigtes Werg mit hohem Schäbengehalt) Holzzellstoffen beigemischt. Bei Hanfzellstoff allein liegt der Anteil der Spezialpapiere wahrscheinlich bei etwa 99 %. Der Markt wird als gesättigt betrachtet, entsprechend ist kein oder nur geringes Wachstum in diesem Bereich zu erwarten.